# Jättepåsråttor
Jättepåsråttor eller jättehamsterråttor (Cricetomys) är ett släkte i familjen Nesomyidae av ordningen gnagare. Gambiansk jättepåsråtta (Cricetomys gambianus) förekommer oftare som husdjur och används även till att leta efter minor och tbc.

## Kännetecken
Med en kroppslängd upp till 45 centimeter är de två till tre gånger större än andra medlemmar i underfamiljen hamsterråttor. Hannar når en vikt av cirka 2,5 kg och honor blir ungefär 1,4 kg tunga. Pälsens färg är på ovansidan gråbrun eller rödbrun och på undersidan vitaktig. De stora öronen är nakna. Svansen saknar hår och är täckt av fjäll. Liksom andra medlemmar av samma underfamilj har jättepåsråttor kindpåsar och små ögon. På framtänderna finns inga rännor.

## Systematik
Jättepåsråttor tillhör familjen Nesomyidae, det finns alltså inget närmare släktskap till de egentliga råttorna (Rattus) som tillhör familjen råttdjur (Muridae).
Ursprungligen listades 6 arter i släktet men zoologen John Ellerman som forskar om gnagare sammanfattade dessa 1941 till en enda art. 1967 delades det nyskapade taxon av H. Genest-Villard åter i två arter. Senare morfologiska studier visade att släktet kan delas i fyra arter.
- Gambiansk jättepåsråtta (Cricetomys gambianus)
- Afrikansk jättepåsråtta (Cricetomys emini)
- Cricetomys ansorgei
- Cricetomys kivuensis

IUCN listar bara de två förstnämnda arterna och klassificerar båda som livskraftiga (least concern).

## Levnadssätt
Bägge arter är aktiva på natten och gömmer sig i den täta undervegetationen. De har bra förmåga att klättra och simma. Jättepåsråttor bygger ibland egna bon men de föredrar bestående håligheter i träd eller termitbon.
De är allätare och livnär sig av olika växtämnen samt insekter, snäckor och till och med andra djurs avföring. De förvarar födan i sina kindpåsar för att bära den mot gömstället.
Varje individ lever ensam och kindpåsråttor av samma kön är mycket aggressiva mot varandra. Om två hannar placeras i samma bur kämpar de tills en av dem dör. De kan para sig flera gånger om året och ibland upp till 10 gånger. Per kull föds ett till fem (vanligen fyra) ungdjur. Individer i fångenskap har blivit upp till 7 år gamla men livslängden i naturen antas vara mycket kortare.

## Jättepåsråttor och människor
I några städer av västra Afrika lever kindpåsråttor i avloppsledningar och där betraktas de liksom brunråttan som skadedjur. Däremot undviker de i södra Afrika människans närhet.
I slutet av 1990-talet utfördes lyckade försök att utbilda jättepåsråttor för sökandet efter landminor av organisationen Apopo. De kan i motsats till hundar lättare tränas och transporteras. Dessutom utlöser de på grund av sin ringa vikt nästan inga minor. Att utbilda dem för detta ändamål tar cirka 6 till 8 månader.
Enligt nyare forskningar har jättepåsråttor förmåga att upptäcka tuberkulos med sitt väl utvecklade luktsinne. I vissa försök undersökte de 150 prover av saliv på 30 minuter med rätt resultat. Detta kan jämföras med att testa 20 prover av saliv med hjälp av mikroskop vilket tar en dag. Världsbanken har bidragit med 165 000 dollar för ytterligare forskningar.